# Фаградальсфьядль
Фа́градальсфьядль (исл. Fagradalsfjall, слушатьо файле; дословно — «гора красивой долины») — гора вулканического происхождения на юго-западе Исландии в центре полуострова Рейкьянес, в 30 км к юго-западу от Рейкьявика. Такое же название имеет вулканическая система Фаградальсфьядль, которая охватывает окрестности горы (территория в 5 километров в ширину и 15 километров в длину) между вулканическими системами Свартсейнги (исл. Svartsengi) и Крисювик.

## Характеристика
Фаградальсфьядль является частью вулканического пояса Рейкьянес и представляет собой вулкан-туйю, образовавшийся около 100 000 лет тому назад во время последнего ледникового периода во время извержения под ледником. На вершине горы есть небольшой слой лавы, что указывает на то, что извержение немного вышло за пределы ледника.
Фаградальсфьядль находится к северо-западу от вулканической системы Крисювик в северо-восточной части муниципалитета Гриндавик региона Сюдюрнес. К востоку от Фаградальсфьядль расположен одиночный кратер Кейлир. Гора вытянута с востока на запад — ширина у основания 7,7 км, длина около 15 км и представляет собой небольшое плато с несколькими вершинами, холмами и скалами из туфа . Вершина горы имеет высоту 385 метров над уровнем моря (или 224 метра над окружающей местностью) и является самой высокой точкой на полуострове Рейкьянес.
Местность, прилегающая к Фаградальсфьядль, малонаселена — плотность: 5 жителей на км2. Ближайшее поселение — Ньярдвик, расположенное в 14,7 км на северо-запад. Окрестности Фаградальсфьядль представляют собой вулканические пустоши и горные луга.

## Авиакатастрофа 1943 года

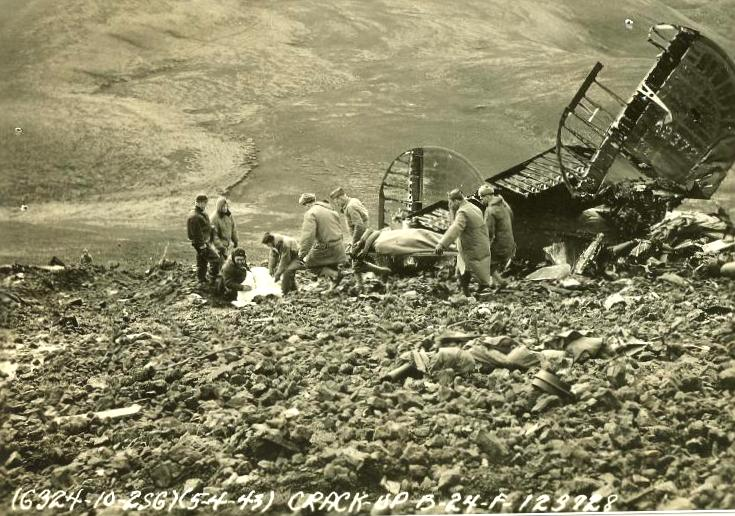
Военнослужащие армии США извлекают тела из обломков самолёта. Май 1943 года.

Во время Второй мировой войны 3 мая 1943 года на горе Фаградальсфьядль потерпел крушение самолёт Hot Stuff (Consolidated B-24 Liberator, 41-23728) 8-й воздушной армии ВВС Великобритании. На борту самолёта находился летевший из Америки Фрэнк М. Эндрюс — командующий вооружёнными силами США на Европейском театре военных действий, вместе с другими высокопоставленными офицерами США и Великобритании.
Пилоты после неудачной попытки приземлиться на базе Королевских ВВС Кальдадарнес в Сельфосcе приняли решение посадить самолёт на базе ВВС США в Кеблавике и направили машину на запад, в сторону полуострова Рейкьянес. Самолёт, вероятно, летел слишком низко и врезался в скалы на восточной стороне Фаградалсфьядль. В авиакатастрофе погибли четырнадцать человек. Выжил и ждал спасения ещё сутки только хвостовой стрелок, старший сержант Джордж Эйзель из Огайо. На тот момент Фрэнк Эндрюс был самым высокопоставленным офицером союзников, погибшим на войне при исполнении служебных обязанностей.

## Извержения в XXI веке

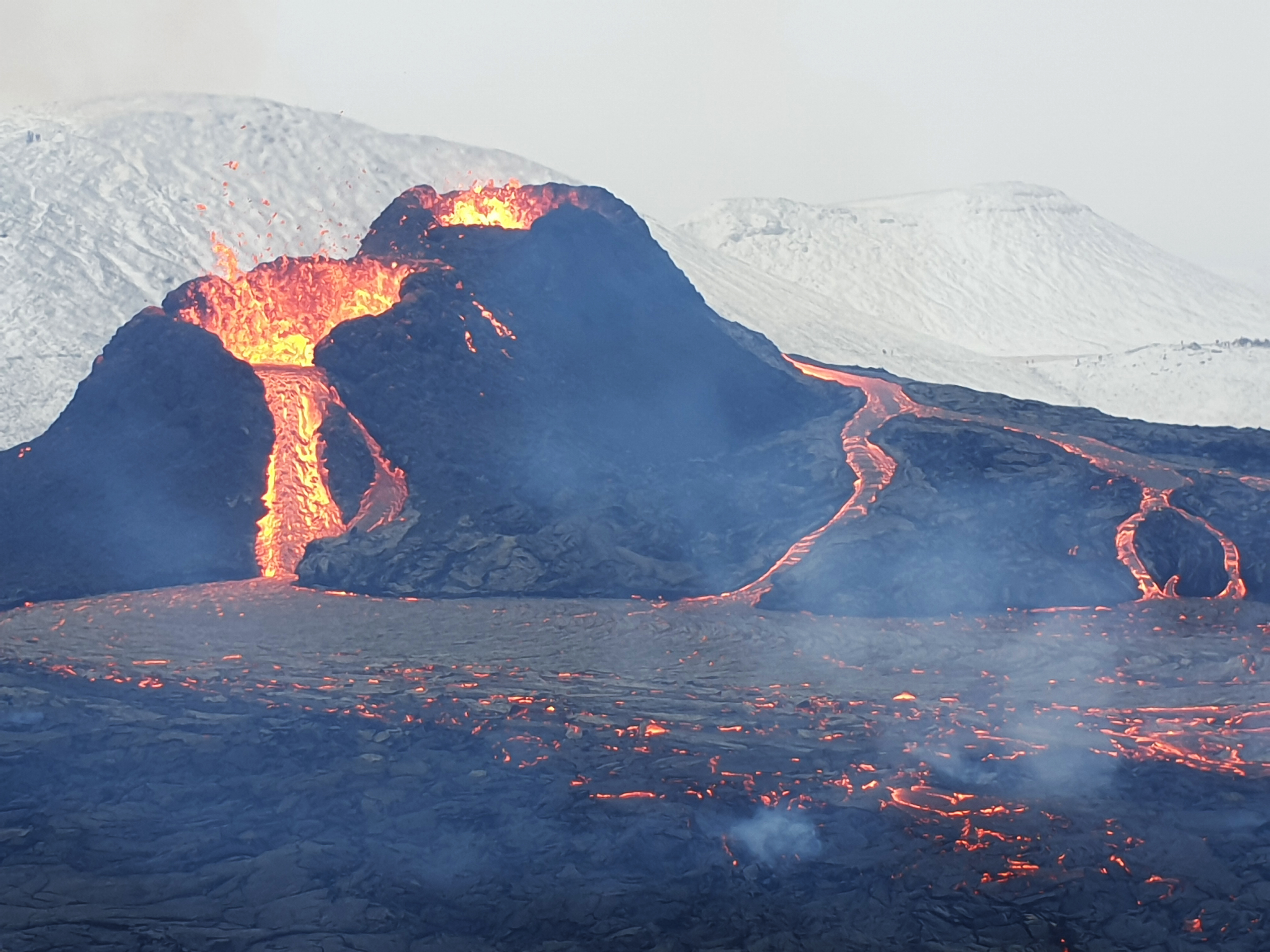
Извержение вулкана Фаградальсфьядль в 2021 году

Вечером 19 марта 2021 года появились сообщения о начале пробуждения вулкана Фаградальсфьядль. Извержению предшествовало более 50 тысяч небольших землетрясений, фиксировавшихся в течение нескольких месяцев.
3 августа 2022 года после сильной сейсмической активности началось ещё одно извержение вулкана Фаградальсфьядль.

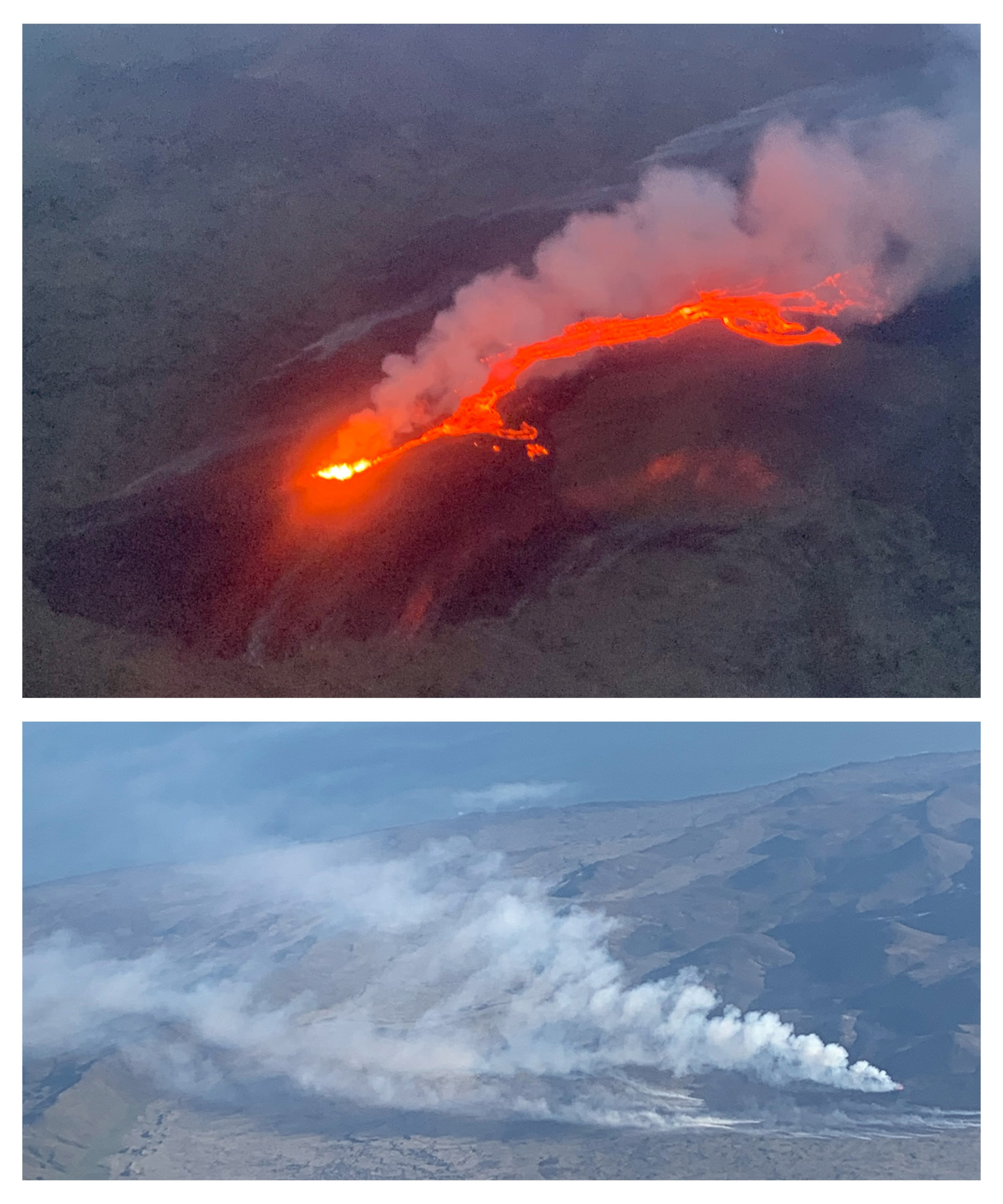
Извержение вулкана Литли-Хрутур в июле 2023. Исландия. Вид с самолёта

С 4 июля 2023 года сейсмическая активность значительно возросла к северо-востоку от предыдущих извержений, а после землетрясения магнитудой 5,2. 10 июля 2023 года недалеко от вершины Литли-Хрутур (Litli-Hrútur) лава прорвалась на поверхность и устремилась в южном направлении, объединившись со старым лавовым полем. Это извержение было значительно сильнее, чем первые два, при этом в первые дни поток лавы оценивался в 10 раз больше, чем при первом извержении — до 50 м³ лавы в секунду, однако впоследствии упал до 8-13 м³ в секунду. Извержение быстро сократилось до одной трещины длиной 200 м, которая образовала один вытянутый активный конус, высота которого увеличивалась примерно на 3 м в день. Вулканическая активность на этом месте прекратилась 5 августа 2023 года. Было установлено сходство физического состава и структуры лавы всех предыдущих 3 извержений, что указывает на связь с единым центом вулканической активности. Место извержения вновь оказалось очень популярным среди туристов. По оценкам, после извержения вулкана Фаградальсфьядль в 2021 году этот район посетило около 700 тысяч человек.
11 ноября 2023 года Исландия ввела режим чрезвычайного положения из-за угрозы извержения. В Сундхнюкагигаре, к северу от Гриндавика зафиксирована интенсивная сейсмическая активность. Исландское метеорологическое управление выразило обеспокоенность по поводу большого объёма магмы, которая распространяется под поверхностью и может выйти на поверхность. Для городка Гриндавик с населением около 4000 человек, расположенного в трех километрах от вулкана разработан и приведен в исполнение план экстренной эвакуации. По словам сейсмологов извержение может произойти уже «через несколько дней».
До недавнего времени извержений на Рейкьянесе не наблюдалось 800 лет, а с 2021 года их было уже три: в марте 2021 года, августе 2022-го и в июле 2023-го. Все они произошли в отдаленных районах, не угрожая населению и городской инфраструктуре напрямую. Однако в результате этих извержений в земной коре образовалось много трещин, что «помогло магматическим жидкостям быстрее найти свой путь», отметила координатор IMO по вулканическим опасностям Сара Барсотти.
19 декабря 2023 года извержение вулкана началось, как сообщает метеорологическая служба страны, это произошло в результате прошедшего накануне ночью землетрясения.

## В культуре
В 2015 году на вулкане Фаградальсфьядль исландская певица Бьорк сняла клип на песню Black Lake. 